# Shehu Shagari
Shehu Usman Aliyu Shagari, Turakin Sakkwato (25 de febrer de 1925 - 28 de desembre de 2018) va ser el segon President de la segona República de Nigèria (1979–1983), després del rebre el poder del General Olusegun Obasanjo.
Shagari era un nordista d'extracció fulani amb el títol aristocràtic de Turakin Sakkwato al Califat de Sokoto. Va treballar com a mestre per un període breu abans d'entrar en política el 1954 quan fou elegit a la Cambra de Representants federal.

## Primers anys
Shehu Usman Shagari va néixer al llogaret de Shagari dins la família de Magaji Aliyu i Mariamu el 1925. El seu nom, Usman, significa "Company". Va ser criat en una família polígama, i era el sisè fill nascut a la família. Previ a esdevenir Magajin Shagari, Aliyu, el pare de Shehu, era un pagès, comerciant i ramader. Tanmateix, a causa de ritus tradicionals que impedien als governants de participar en negocis, Aliyu va renunciar a alguns del seu interessos comercials quan va esdevenir Magaji, o cap del poble de Shagari. Aliyu va morir cinc anys després del naixement de Shehu, i el germà gran de Shehu, Bello, breument va agafar l'herència del seu pare com Magajin Shagari.
El poble de Shagari va ser fundat per gihadistes i ramaders fulanis i més tard dominat per comerciants hausses. Igual que molts gihadistes van fundar ciutats, els recitals religiós eren importants pels nens que creixien allí. Shagari va ser educat en aquests recitals a casa i més tard va anar a una escola corànica a l'edat de quatre anys. Tanmateix fou obligat a anar a una escola elemental a Yabo, una ciutat propera. Després va anar a l'escola d'ensenyament mitjà de Sokoto i més tardà a la Universitat de Kaduna.

## Carrera de mestre
La Universitat de Kaduna al principi va ser creada per ser un escola de formació de mestres. Hi hi havia poc alt nivell en professions de servei civil obertes a indígenes a Nigèria del Nord i s'ajuntava amb la manca d'una escola de postgrau excepte la Yaba Higher College; la professió de mestre esdevenia la carrera dominant dels primers llicenciats de la Universitat de Kaduna i Shagari no en fou una excepció. Després d'acabar la secundària, va ser mestre de ciències de l'Escola d'Ensenyament Mitjà de Sokoto, i poc després, va ser nomenat mestre de ciències per l'escola d'ensenyament mitjà de Zaria. El 1945, després del final de la Segona Guerra Mundial, va esdevenir mestre de ciències i també d'història i de geografia a la seva anterior escola a Sokoto. Allà es va reunir amb la seva extensa família que vivia prop. Sis anys després fou enviat a Argungu com el director de la nova escola primària de la ciutat.

## Matrimonis
Després d'esdevenint el mestre de ciències a Sokoto va tenir un aspecte personal amb l'arranjament de matrimonis. El seu oncle Magaji Basharu i el seu germà, Bello havien intentat casar-lo amb la neta del primer. Tanmateix, Shagari va eludir acceptar a la núvia en la visita. Després que els visitants van abandonar la tensa atmosfera, la núvia els va seguir enfadada. Shagari més tard es va casar dues vegades amb Hadiza i Aishatu Shagari.

## Carrera política
Començant a finals dels anys 1930, van sorgir unes quantes organitzacions polítiques al nord de Nigèria. Shagari que havia estat educat a la Universitat de Kaduna, ja estava versat en el moviment d'independència de Nigèria del Sud com un lector àvid de diaris d'aquesta zona. També tenia visions socials fortes sobre el desenvolupament de Yabo, el seu districte a Sokoto. El 1946, Shagari i Mallam Gambo Abuja van començar el Youth Social Circle (YSC), una organització política centrada al voltant de Sokoto. Van rebre suport d'homes nobles com Ahmadu Bello, Ibrahim Gusau, i Mallam Ahamdu Dabbaba. El 1948, una idea de consolidació va ser iniciada en la regió per fusionar totes les naixents organitzacions polítiques sota un grup. El YSC de Sokoto va acordar la fusió, i juntament amb altres grups van formar el Congrés dels Pobles del Nord. Més tard l'organització esdevingué un partit polític i va competir per guanyar les eleccions parlamentàries nacionals el 1959. Abans de 1959, Shagari va ser elegit per representar la circumscripció de Sokoto Sud-oest. El 1958, va ser nomenat secretari parlamentari del Primer ministre, Abubakar Tafawa Balewa. Shagari Més tard va exercir diversos càrrecs (ministre de Desenvolupament Econòmic el 1960, ministre d'Afers Interns el 1962 i ministre de Obres Públiques i Cadastre el 1965). Tanmateix, la primera república va ser enderrocada per un cop militar.
Shagari va tornar a Sokoto per treballar en la seva granja i més tardà per treballar com a conseller de l'Autoritat Nativa de Sokoto. El 1970, com a part d'un moviment per ampliar el govern, Yakubu Gowon va fer a Shagari ministre d'Afers Econòmics i més tard de Finances.
Gowon fou enderrocat per un cop militar. La nova administració va iniciar el retorn a la democràcia. Com a part de la seva preparació al retorn democràtic, el govern d'Obasanjo va organitzar una conferència constitucional. Els membres de la conferència foren en part elegits i en part seleccionats. En la conferència es va formar una organització nacional entre alguns dels membres, anomenada Moviment Nacional, que més tard va esdevenir el Partit Nacional de Nigèria i va disputar l'elecció de 1979 amb Shehu Usman Aliyu Shagari com el seu candidat a la presidència.

## Presidència
Shagari va guanyar l'elecció de 1979 amb l'ajuda del seu director de campanya, Umaru Dikko. La campanya va tenir el suport de molts polítics prominents del nord i entre les minories del sud. El lema del partit "Una Nació, Un Desti" i va ser vist com el partit que millor representava la diversitat de Nigèria.
Shagari va fer les cases, les indústries, i el transport i agricultura com els objectius importants de la seva administració, particularment durant el boom del petroli. Malgrat alguns èxits, aquests programes foren fortament afectats per la corrupció. Shagari va completar el complex d'Acer del Delta el 1982, i va gastar centenars de milions de dòlars en el complex d'Acer d'Ajaokuta i els molins de rodament de l'Acer. Tanmateix, al·legacions de suborns a polítics destacats volta com un núvol en aquells projectes. Dins el transport, va llançar xarxes de carretera a través del país. També va iniciar un programa per adoptar l'ús de maquinària mecànica en l'agricultura. Va afavorir els grans pagesos per tal de produir en massa. Tanmateix, va tenir dificultats per la prevalença d'oficials militars retirats, que havien adquirit terres com a regal sota l'administració anterior.

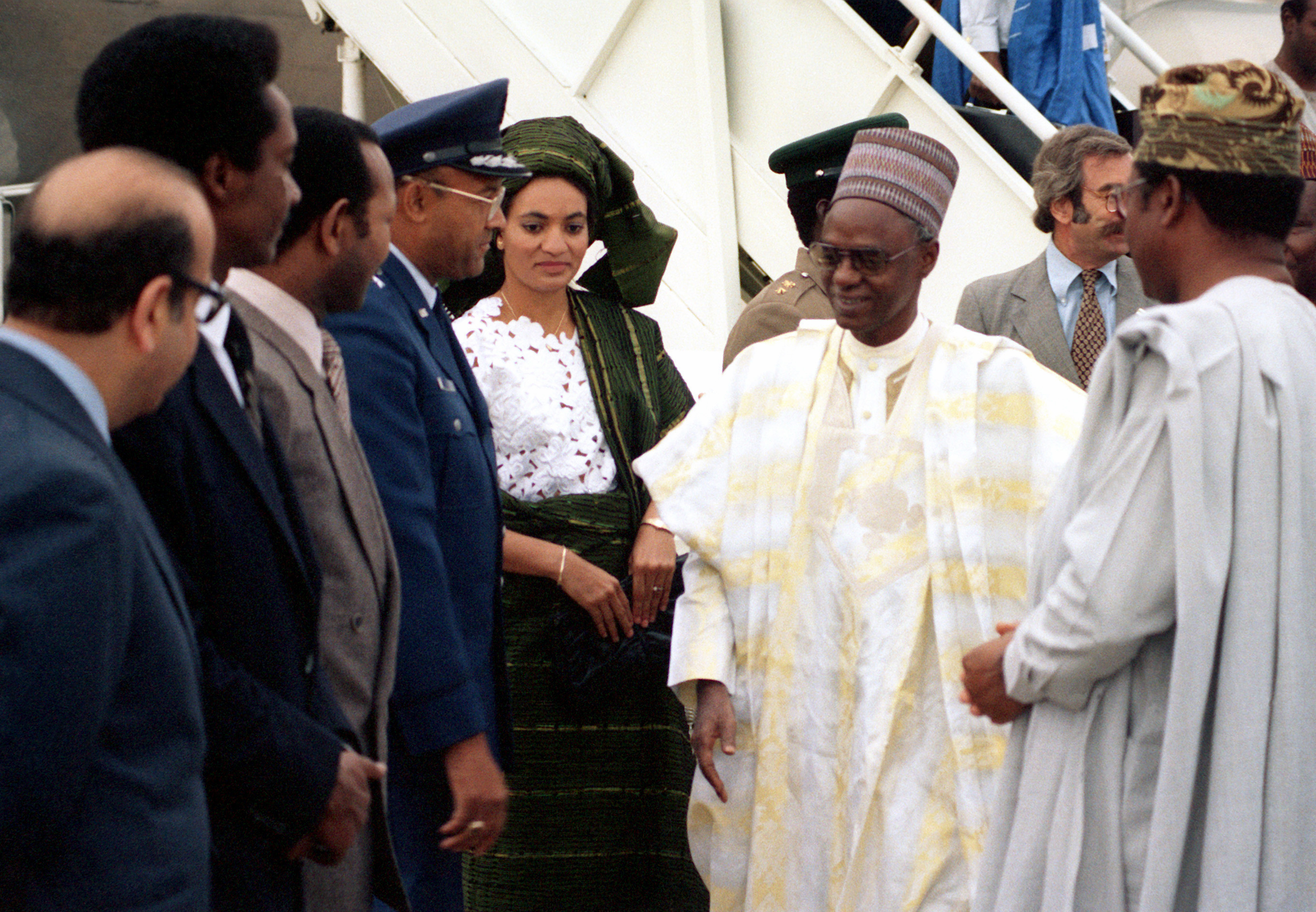
Shagari és saludat pel general Archer Durham a la seva arribada per una visita. Ubicació: Base Andrews de la Força Aèria, Maryland, Estats Units

La caiguda del preu del petroli que va començar el 1981 va afectar les finances del govern nigerià. Shagari va iniciar un Programa d'Estabilització Econòmica per ajudar a protegir el país contra un aterratge dur després de l'alça dels preus previs als anys 1970 i dirigir l'economia cap a un creixement positiu. Els objectius claus del programa eren limitar llicències d'importació, reduir les despeses del govern i aixecar els drets de duana. Tanmateix, el resultat del programa d'estabilització fou mínim.
L'administració Shagari fou acusada de corrupció, incloent al·legacions de frau electoral en les eleccions de 1983. Això, unit a la baixada dels preus del petroli a tot el món va suposar una deterioració en les finances nacionals, i unit també a la violència religiosa i política endèmica va fer el règim profundament impopular. Shagari fou enderrocat pel General Muhammadu Buhari en un cop militar el 31 de desembre de 1983, cop planejat pel Brigadier Ibrahim Bako, que va morir en estranyes circumstàncies, suposadament quan intentava arrestar al president Shagari, però alguns asseguren que fou assassinat per un tinent coronel dels colpistes, que havia rebut ordres sobre això.